# Fescamps
Fescamps település Franciaországban, Somme megyében. Lakosainak száma 134 fő (2022. január 1.). Fescamps Boulogne-la-Grasse, Bus-la-Mésière, Grivillers, Laboissière-en-Santerre, Piennes-Onvillers és Remaugies községekkel határos.

## Népesség
A település népességének változása:
| Lakosok száma | 149  | 144  | 146  | 138  | 135  | 133  | 130  | 132  | 134  |
|               | 2013 | 2015 | 2016 | 2017 | 2018 | 2019 | 2020 | 2021 | 2022 |